# Пигмалион (ансамбль)
Пигмалио́н (фр. Pygmalion) — французский ансамбль (барочный оркестр и хор), специализирующийся на исполнении музыки эпохи барокко. Основал и возглавил «Пигмалион» Рафаэль Пишон (Pichon; род. в 1984) в 2006. Штаб-квартира ансамбля (с 2014) находится в Большом театре Бордо. Деятельность «Пигмалиона» субсидируется муниципальным правительством Бордо.
Выступал на известных международных музыкальных фестивалях — барочной музыки в Амброне (с 2009), Бонском оперном (c 2011), оперном в Экс-ан-Провансе, нантском «Folle Journée» — и на известных концертных площадках, в т.ч. в Королевской капелле Версаля и в Национальной опере Бордо. Значительное внимание в репертуаре «Пигмалиона» уделяется возобновлению («реконструкции») малоизвестной и редко исполняемой музыки барокко. Так, в 2016 (в Национальной опере Лотарингии) состоялась премьера оперы «Орфей» Л. Росси.
Среди аудиозаписей коллектива преобладает вокальная и инструментальная музыка барокко (церковная музыка И.С.Баха, оперы Ж.Ф.Рамо). Аудиозаписи неоднократно удостоивались наград критиков, в том числе Виктуар де ля мюзик (2015, за «Кётенскую траурную музыку» И.С.Баха, BWV 244a, в «реконструкции» Пишона). Хор «Пигмалиона» в 2014 награждён премией фонда Бетенкура-Шюллера (Fondation Bettencourt-Schueller). С 2011 года ансамбль также исполняет и записывает музыку эпохи романтизма (Г. Берлиоз, Ф. Мендельсон-Бартольди, духовная музыка И. Брамса и А. Брукнера и др.).